# Адвент-фьорд
Адвент-фьорд (норв. Adventfjorden) — один из фьордов Западного Шпицбергена, расположенный южнее Ис-фьорда. Имя Advent Bay является сокращением от Adventure Bay; название фьорду дали жители Кингстон-апон-Халла в 1656 году. Другие наименования — Klass Billen Bay, Adventdalen.
На юго-западном берегу фьорда расположен город Лонгйир, а на северо-восточном — Москусхамн. На южном берегу в начале XX века существовал посёлок Адвент-Сити.